# Bistum Santorini

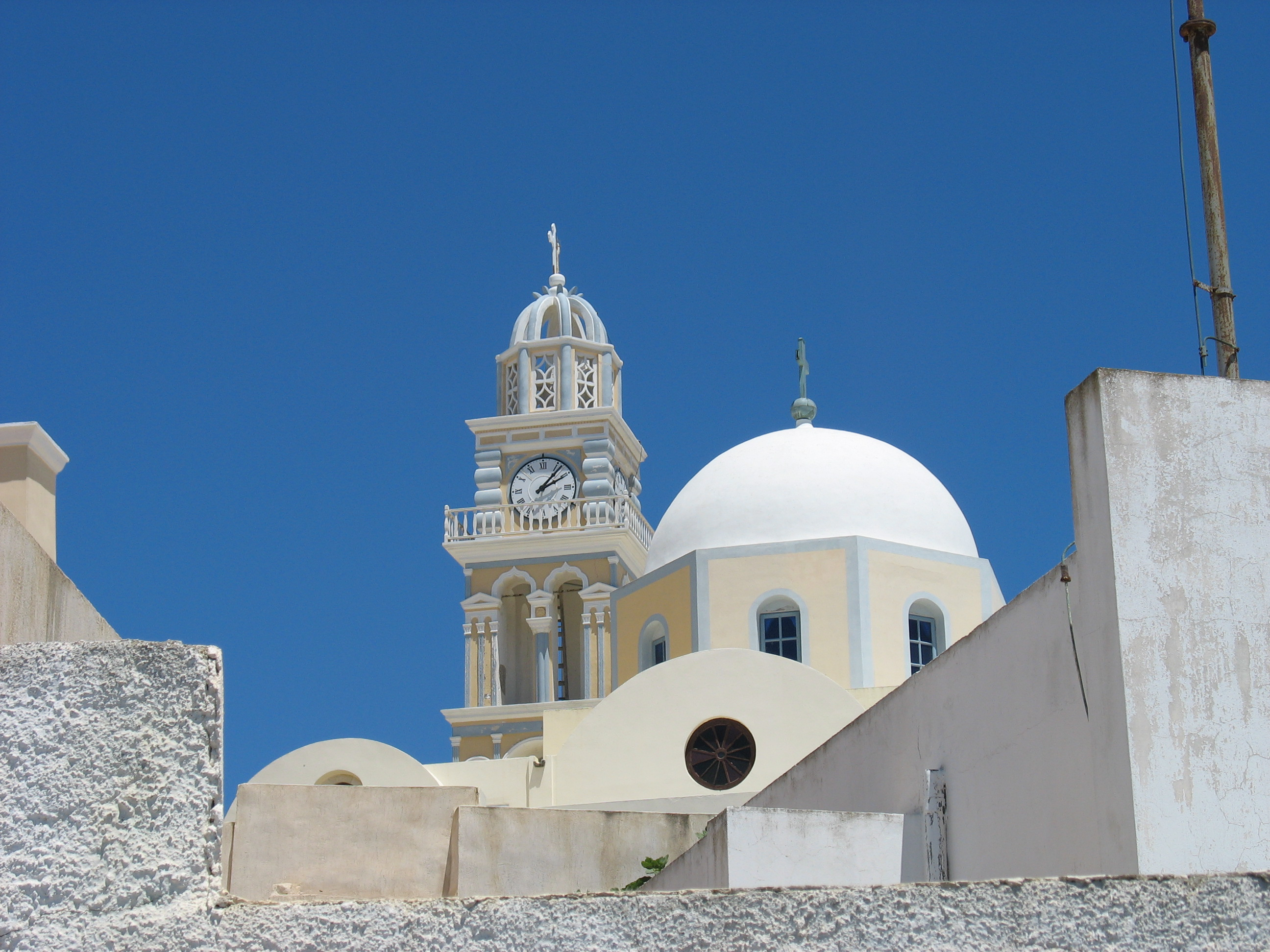
Johannes-der-Täufer-Kathedrale in Thira

Das Bistum Santorini (lateinisch Dioecesis Sanctoriensis) ist eine in Griechenland gelegene römisch-katholische Diözese mit Sitz auf Santorin. Es umfasst die südlichen Kykladen: Santorin, Anafi, Ios, Sikinos und Folegandros.

## Geschichte
Das Bistum wurde im Jahre 1207 errichtet, als die Insel Santorin in Folge des vierten Kreuzzuges Teil des von der Republik Venedig beherrschten Herzogtum Archipelagos wurde.
Es spiegelt die Geschichte der Insel wider. Der orthodoxe Bischof von Santorin wurde im Zuge der Eroberung durch die Venezianer vertrieben und in seiner Bischofskirche Panagia Episkopi bei Mesa Gonia wurde von den Eroberern ein lateinischer Altar neben den orthodoxen gestellt. Als die Insel zusammen mit der ganzen Ägäis 1537 durch Khair ad-Din Barbarossa für das Osmanische Reich erobert wurde, kehrte der orthodoxe Bischof zurück und nahm die Kirche wieder als seinen Bischofssitz an. Die Katholiken der Insel akzeptierten dies nicht, vor allem wegen des wertvollen Grundbesitzes der Kirche und der landwirtschaftlichen und anderen Erträge daraus. Der Streit eskalierte, beide Parteien griffen zu Waffen, so dass der Konflikt 1612 sowohl vor Patriarch Neophytos II., als auch Sultan Ahmed I. getragen wurde. Unter deren Druck konnten sich die beiden Parteien 1614 einigen, die Kirchenländereien wurden geteilt und beide Konfessionen durften in der Kirche ihre Gottesdienste halten.
Im Jahre 1630 hatte die Insel Santorini rund 700 Katholiken des lateinischen Ritus.
Der Streit zwischen Orthodoxen und Katholiken um die Kirche Panagia Episkopi entbrannte in der Folge erneut. Es ging darum, wer am zentralen Festtag Mariä Entschlafung, an dem eine große Prozession zur Kirche stattfand, den ersten Vorabendgottesdienst halten durfte und wer am Tag selbst die große Messe feierte. Der Konflikt schwelte bis 1758, als Patriarch Kyrillos V. ein Dekret erließ, dass alle Orthodoxen, die eine Kirche mit katholischen Christen teilten, exkommuniziert wären. Sultan Mustafa III. erließ einen Ferman, nach dem die Kirche den orthodoxen Christen übereignet wurde. Die Katholiken ignorierten die Anweisung, weil sie sich unter dem Schutz der westlichen Botschafter in Konstantinopel wussten und hielten weiterhin Messen in der Kirche ab. 1767 erließen Patriarch und Sultan erneut eine Anordnung, wonach die Katholiken aufgefordert wurden, einen Anbau an die Kirche zu errichten, der für ihre Gottesdienste vorgesehen war. Im selben Jahr entstand ein kleiner Raum im Südosten der Kirche mit einem einfachen Tonnengewölbe. Er ist durch eine Tür in der Südwand zugänglich und hat einen Durchbruch zum Altarraum, in dem beide Altäre stehen.
Am 30. März 1930 verlor es die Insel Astypalea an das Erzbistum Rhodos.
1947 wurde es In persona episcopi mit dem Bistum Syros und Milos vereint.
Die Kathedrale von 1823 ist dem Patrozinium Johannes der Täufer unterstellt. Die Johannes-der-Täufer-Kathedrale in Fira ist zugleich auch einzige Kirche des Bistums. Patronin des Bistums ist  Maria, die Mutter Jesu.
Auf Santorin ist die Ordensgemeinschaft der Dominikanerinnen angesiedelt.

## Statistik
| Jahr | Bevölkerung | Bevölkerung | Bevölkerung | Priester     | Priester         | Priester       | Priester               | Ständige Diakone | Ordensleute | Ordensleute | Pfarreien |
| Jahr | Katholiken  | Einwohner   | %           | Gesamtanzahl | Diözesanpriester | Ordenspriester | Katholiken je Priester | Ständige Diakone | männlich    | weiblich    | Pfarreien |
| ---- | ----------- | ----------- | ----------- | ------------ | ---------------- | -------------- | ---------------------- | ---------------- | ----------- | ----------- | --------- |
| 1950 | 184         | 10.500      | 1,8         | 4            | 3                | 1              | 46                     |                  | 1           | 14          | 1         |
| 1970 | 136         | 8.900       | 1,5         | 1            | 1                |                | 136                    |                  |             | 8           | 1         |
| 1980 | 73          | 11.150      | 0,7         | 1            | 1                |                | 73                     |                  |             | 5           | 1         |
| 1990 | 88          | 10.450      | 0,8         | 2            | 1                | 1              | 44                     |                  | 1           | 12          | 1         |
| 2000 | 350         | 12.366      | 2,8         | 1            | 1                |                | 350                    | 1                |             | 11          | 1         |
| 2010 | 495         | 12.366      | 4,0         | 1            | 1                |                | 495                    |                  |             | 14          | 1         |
| 2017 | 500         | 12.360      | 4,0         | 1            |                  |                | 500                    |                  |             | 17          | 1         |